# Pavel Konovalov
Pavel Konovalov (* 13. února 1960) je bývalý sovětský atlet, halový mistr Evropy v běhu na 400 metrů z roku 1982.

## Sportovní kariéra
V roce 1979 byl na juniorském mistrovství Evropy členem stříbrné sovětské štafety na 4 × 400 metrů. O tři roky později se v Miláně stal halovým mistrem Evropy v běhu na 400 metrů. Ve stejné sezóně získal na evropském šampionátu v Athénách bronzovou medaili jako člen štafety na 4 × 400 metrů.